# 増田米二
増田 米二（ますだ よねじ、1909年3月4日 - 1995年8月28日）は、労働省出身の日本の官僚、未来学者。コンピューターの普及が進んだ情報社会を予見する先駆的な議論を展開したひとりとされる。「増田米治」名義の編著もある。

## 人物・来歴
増田は、1967年に、当時の労働省の官僚として、アメリカ合衆国におけるコンピューター革命の進行を直接見聞する機会を得たことを契機に、独自の情報社会論を展開するようになっていった。その後ほどなくして労働省を退職し、経営情報開発協会理事となった増田は、1970年に、民間の立場からテクノロジー・アセスメントへの提言を行なって注目された「8人委員会」のメンバーとなり、渥美和彦（東京大学教授）、唐津一（松下電工取締役）、岸田純之助（朝日新聞論説委員）、白根禮吉（日本電信電話公社普及開発部長）、平松守彦（通商産業省）、牧野昇（三菱総合研究所常務取締役）、松下寛（野村総合研究所取締役）とともに、影響力の大きな提言を取りまとめることとなった。
その後は、情報社会研究所所長などを務めた。

## おもな著書

### 増田米二 名義
- 生産性の知識、日本経済新聞社（日経新書）、1963年
- コンピュートピア：コンピュータがつくる新時代、ダイヤモンド社（エグゼクティブ・ブックス）、 1967年
- コンピュータ社会と教育、東洋館出版社（教育の時代叢書）、 1968年
- 情報社会入門：コンピュータは人間社会を変える、ぺりかん社、 1968年
- MIS入門：経営情報システム、日本経済新聞社（日経新書）、1968年
- 仮説・コンピュータ社会、日本経済新聞社（日経新書）、1969年
- コンピュートクラシー：情報化社会の民主主義、ダイヤモンド社（エグゼクティブ・ブックス）、 1969年
- （矢矧晴一郎、島矢志郎との共著）情報化社会のゆくえ：それは何をもたらすか?、日本経済新聞社、1972年
- 情報の活用法：捨て方・創り方・活かし方、産業能率短期大学出版部、1975年
- 情報経済学、産業能率短期大学出版部、1976年
- ガンよ驕るなかれ、講談社、1981年
- 先端社会：インフォメーション&ロボット革命、ティビーエス・ブリタニカ、1982年
- 生産性の理論、日本生産性本部労働資料センター（生産性労働選書、1983年
- （正村公宏との共著）高度情報社会は人間をどう変えるか?、ティビーエス・ブリタニカ、1984年
- 原典情報社会：機会開発者の時代へ、ティビーエス・ブリタニカ、1985年
  - 英語版：Yoneji Masuda: The information society, as post-industrial society, Institute for the Information Society (Tokyo), 1980 - 主宰する情報社会研究所の私家版
- 超高齢化社会、講談社、1987年
- 機会開発者：21世紀情報社会の生活者像、ティビーエス・ブリタニカ、1989年
- Yoneji Masuda: Managing in the information society : releasing synergy Japanese style, Basil Blackwell, 1990

### 増田米治 名義
- 重慶政府戦時経済政策史、ダイヤモンド社、1943年
- 支那戦争経済の研究、ダイヤモンド社、1944年
- 戦後労働経済の分析、労働文化社、1949年
- お役人：風にゆらぐ課長の告白、光文社（カッパ・ブックス）、 1956年
- 生産性の成果をどう分けるか、日本生産性本部（現代生産性叢書）、 1958年
- 経営実務：マネジメントの実務知識、光文社、1959年
- （山辺孝、渡辺真一との共編）生産性ハンドブック、ダイヤモンド社、1960年
- 現代経営教室、ダイヤモンド社（エグゼクティブ・ブックス）、 1961年
- この目で見たEEC、論争社（ぺりかん・しんしょ）、1962年
- （村上元彦との共著）企業のスペシャリスト：会社を支える23部門のエリートたち、ぺりかん社（ぺりかん・しんしょ）、1964年
- 戦後成金の没落：うたかたの経営20年史、光文社（カッパ・ビジネス）、 1965年